# برنار موسون
برنار موسون (فرانسوی: Bernard Musson‎؛ ‏ ۲۲ فوریهٔ ۱۹۲۵ – ۲۹ اکتبر ۲۰۱۰) بازیگر اهل فرانسه بود. وی بین سال‌های ۱۹۵۴ تا ۱۹۹۷ میلادی فعالیت می‌کرد.

## گزیدهٔ فیلم‌شناسی
- باکره (۱۹۵۳)
- سه تفنگدار (۱۹۵۳)
- کنت دو مونت-کریستو (۱۹۵۴)
- بینوایان (۱۹۵۸)
- زیبا باش اما خفه شو (۱۹۵۸)
- ژی‌ژی (۱۹۵۸)
- فردا نوبت من است (۱۹۶۰)
- رئیس‌جمهور (۱۹۶۱)
- زیبایی‌های شب (۱۹۶۲)
- معما (۱۹۶۳)
- هر شماره‌ای می‌تواند برنده باشد (۱۹۶۳)
- آخر هفته در دانکرک (۱۹۶۴)
- خاطرات یک کلفت (۱۹۶۴)
- فانتوماس (۱۹۶۴)
- راه شیری (۱۹۶۴)
- همراه مرد (۱۹۶۴)
- زیبای روز (۱۹۶۷)
- دسته سیسیلی‌ها (۱۹۶۹)
- پوست الاغ (۱۹۷۰)
- جذابیت پنهان بورژوازی (۱۹۷۲)
- دو مرد در شهر (۱۹۷۳)
- روز شغال (۱۹۷۳)
- باشکوه (۱۹۷۳)
- شبح آزادی (۱۹۷۴)
- اصلاح ناپذیر (۱۹۷۵)
- کاترین و شرکا (۱۹۷۵)
- شکارچی‌ای از ماکسیم‌ها (۱۹۷۶)
- میل مبهم هوس (۱۹۷۷)
- یک دو دو (۱۹۷۸)